# Corsa dei buoi di Caresana
La corsa dei buoi di Caresana è una tipica e tradizionale manifestazione di Caresana, comune piemontese. La manifestazione è in onore di San Giorgio e si tiene ogni anno ininterrottamente dal 1236, la domenica successiva al 23 aprile, festa del Santo.

## Storia
Secondo quanto riportato nel testo Storia di Caresana di Virginio Bussi, la gara avrebbe un'origine incerta. Secondo alcuni avrebbe avuto origine da un voto del 1637. Generalmente la chiesa di S. Giorgio serviva da lazzaretto e si vuole che la corsa abbia avuto origine da un voto durante la peste del 1630. Di questa peste a Caresana non si conosce il numero delle vittime. Pare anche, però, che la gara abbia origini più remote legate a un voto del 1236, quindi più antica rispetto a quella che si svolge la seconda domenica di maggio ad  Asigliano.

L'origine della corsa è attribuita oggi alla fase di ritorno al paese che seguiva la processione in onore di San Giorgio, che avveniva appunto dal paese alla chiesa di S. Giorgio.
Nel 1770 il prevosto Ranzoni registrava la processione con quattro carri portanti il pane che veniva benedetto, la distribuzione di bindelli dopo la messa e l'incanto di un cero con sopra affisso un cappello, un paio di scarpe e un paio di calzetti, come già era usanza al tempo.

Proprio il rientro dei carri in paese con la prima distribuzione di pane diede origine alla corsa, già nel lontano 1236.

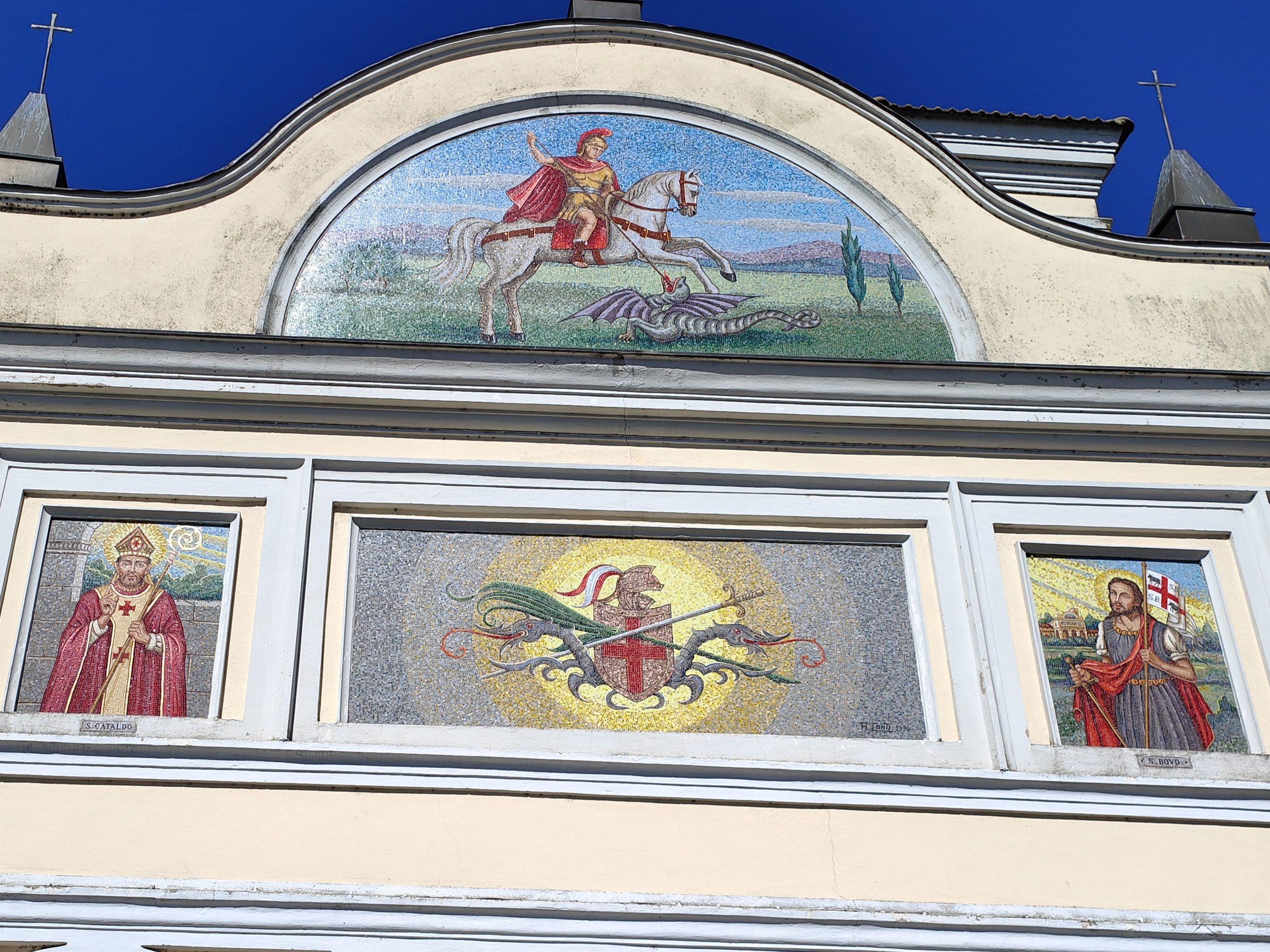
Parte superiore della facciata della chiesa di San Giorgio con San Bovo (protettore degli animali, delle stalle, dei bovini e delle malattie infettive); San Cataldo (invocato contro le guerre e le epidemie) e in alto San Giorgio che uccide il dragone, simbolo del bene che combatte il male

Ogni conducente, dopo la funzione religiosa del mattino, voleva essere il primo a portare in paese il pane benedetto: si sforzava perciò di sorpassare gli altri carri aizzando la propria coppia di buoi. Ne nacque una gara del tutto spontanea ed estranea alle onoranze ufficiali per S. Giorgio, che, ripetendosi da allora ogni anno, incontrò il favore della popolazione, divisa a parteggiare per l'una o per l'altra coppia. Mantenne a lungo il suo carattere privato e, tacitamente accettata da tutti, diventò la parte più importante e curiosa delle manifestazioni in onore del Santo Patrono.

Durante la processione dal paese alla chiesa di S. Giorgio viene cantato, per consuetudine secolare, l'inno Deus Tuorum Militum, che oggi viene suonato dalla banda musicale che tradizionalmente è presente per accompagnare i festeggiamenti.
Negli anni della prima guerra mondiale per varie questioni di sicurezza e per regole del governo, la corsa dei buoi si dovette saltare. La leggenda narra che la notte della festa si sentí il rumore delle ruote del carro trainato da una coppia di buoi. Proprio per questo la mattina seguente si fece la corsa dei buoi.

## La corsa
La corsa prevede la percorrenza di 200 m lungo corso Roma.
Il sabato è il giorno preparativo alla festa di domenica. Alle 20.30 inizia la processione che porta la statua di San Giorgio verso la parrocchia di San Matteo. Lì avviene il sorteggio per l'estrazione dell'ordine della gara domenicale. Alla chiesa si svolge anche un banco benefico di torte.
La domenica, giorno della corsa, inizia alle ore 9 con la banda musicale (solitamente di Santhià) che fa una visita alla locale casa di riposo. Alle 10.30 la processione riporta la statua dalla parrocchia a San Giorgio. Alle 11 la Messa con benedizione del pane. E finalmente alle 12 ha inizio la corsa che termina con il pranzo conviviale delle 13.